# Prezydenci Mali
| Osoba                                                                         | Osoba   | Osoba                                        | Kadencja          | Kadencja          | Partia polityczna |
| #                                                                             | Portret | Imię i nazwisko                              | Od                | Do                | Partia polityczna |
| ----------------------------------------------------------------------------- | ------- | -------------------------------------------- | ----------------- | ----------------- | ----------------- |
| Prezydenci Mali                                                               |         |                                              |                   |                   |                   |
| 1                                                                             |         | Modibo Keïta (1915–1977)                     | 20 czerwca 1960   | 19 listopada 1968 | US-RDA            |
| 2                                                                             |         | Moussa Traoré (1936–2020)                    | 19 listopada 1968 | 26 marca 1991     | UDPM              |
| Przewodniczący Tymczasowego Komitetu Ocalenia Narodowego                      |         |                                              |                   |                   |                   |
| –                                                                             |         | Amadou Toumani Touré (1948–2020)             | 26 marca 1991     | 8 czerwca 1992    | bezpartyjny       |
| Prezydenci Mali                                                               |         |                                              |                   |                   |                   |
| 3                                                                             |         | Alpha Oumar Konaré (1946–)                   | 8 czerwca 1992    | 8 czerwca 2002    | ADEMA-PASJ        |
| 4                                                                             |         | Amadou Toumani Touré (1948–2020)             | 8 czerwca 2002    | 22 marca 2012     | bezpartyjny       |
| Przewodniczący Narodowego Komitetu na rzecz Przywrócenia Demokracji i Państwa |         |                                              |                   |                   |                   |
| –                                                                             |         | Amadou Sanogo (1972/73–)                     | 22 marca 2012     | 12 kwietnia 2012  | bezpartyjny       |
| Prezydenci Mali                                                               |         |                                              |                   |                   |                   |
| –                                                                             |         | Dioncounda Traoré pełniący obowiązki (1942–) | 12 kwietnia 2012  | 4 września 2013   | ADEMA-PASJ        |
| 5                                                                             |         | Ibrahim Boubacar Keïta (1945–2022)           | 4 września 2013   | 19 sierpnia 2020  | RPM               |
| Przewodniczący Narodowego Komitetu Ocalenia Ludu                              |         |                                              |                   |                   |                   |
| –                                                                             |         | Assimi Goita (1983–)                         | 19 sierpnia 2020  | 25 września 2020  | bezpartyjny       |
| Prezydenci Mali                                                               |         |                                              |                   |                   |                   |
| –                                                                             |         | Ba N’Daou pełniący obowiązki (1950–)         | 25 września 2020  | 25 maja 2021      | bezpartyjny       |
| –                                                                             |         | Assimi Goita pełniący obowiązki (1983–)      | 25 maja 2021      | nadal urzęduje    | bezpartyjny       |